# Umatilla (Florida)
Umatilla város az USA Florida államában, Lake megyében. Lakosainak száma 3685 fő (2020. április 1.).

## Népesség
A település népességének változása:

| 2010 | 3 456 |
| 2020 | 3 685 |